# James Langham (2e baronnet)
James Langham, 2e baronnet (vers 1621 - 22 août 1699) de Cottesbrook, Northamptonshire est un homme politique anglais qui siège à la Chambre des communes à divers moments entre 1656 et 1662.

## Biographie
Il est le fils aîné de John Langham (1er baronnet) et de son épouse Mary Bunce. Il fait ses études à l'Emmanuel College de Cambridge, où il est inscrit en 1638, et est admis au Lincoln's Inn en 1640. Il est fait chevalier en 1660 et nommé shérif du Northamptonshire pour 1664.
En 1656, il est élu député du Northamptonshire au deuxième Parlement du protectorat et en 1659 pour le troisième Parlement du protectorat. En 1661, il est élu député de Northampton au Parlement cavalier mais l'élection est déclarée nulle le 13 juin. Il est de nouveau élu député de Northampton en février 1662, mais l'élection est également déclarée nulle le 26 avril 1662.
Il hérite du titre de baronnet à la mort de son père en 1671. Il est élu membre de la Royal Society en 1678.
Langham se marie quatre fois, sa première épouse étant Mary Alston, la fille d'Edward Alston, sa deuxième épouse Elizabeth, la fille de Ferdinando Hastings, 6e comte de Huntingdon, sa troisième épouse Penelope, la fille de John Holles (2e comte de Clare) et sa quatrième épouse Dorothy, la fille de John Pomeroy du Devon.
Il est décédé à Kensington et est enterré à Cottesbrooke, Northamptonshire, ne laissant aucun enfant mâle. Son frère William lui succède comme baronnet. Sa fille épouse Henry Booth (1er comte de Warrington) .